# Ľubietová
Ľubietová (in tedesco Libethen unter der Hohenstein, in ungherese  Libetbánya) è un comune della Slovacchia facente parte del distretto di Banská Bystrica, nella regione omonima.
Ľubietová è un piccolo centro a vocazione industriale, legato alla lavorazione dei metalli, ma rinomato anche per la produzione di ottime ceramiche.

## Storia
Il villaggio viene citato per la prima volta nel 1291, come località rimasta deserta dopo le invasioni dei Tartari. Venne ripopolato in parte con minatori tedeschi che sfruttarono le miniere di oro, argento e rame. Le fiorenti attività estrattive garantirono un notevole benessere a Ľubietová, tant'è che il re Ludovico il Grande d'Ungheria concesse al villaggio nel 1379 il privilegio di libera città reale.
Il villaggio conserva un bel municipio e la casa di Maria Teresa d'Asburgo, dove la futura imperatrice d'Austria pernottò un giorno, prima della sua incoronazione.